# 리투파르나 셍굽타
리투파르나 셍굽타(힌디어: रितुपर्णा सेनगुप्ता, 영어: Rituparna Sengupta, 1971년 11월 7일 ~ )는 인도의 배우이다. 1997 내셔널 필름 어워드 여우주연상 수상자이다.

## 출연 작품
- 러브 키츠디 (2009)